# Opstand van 12 germinal

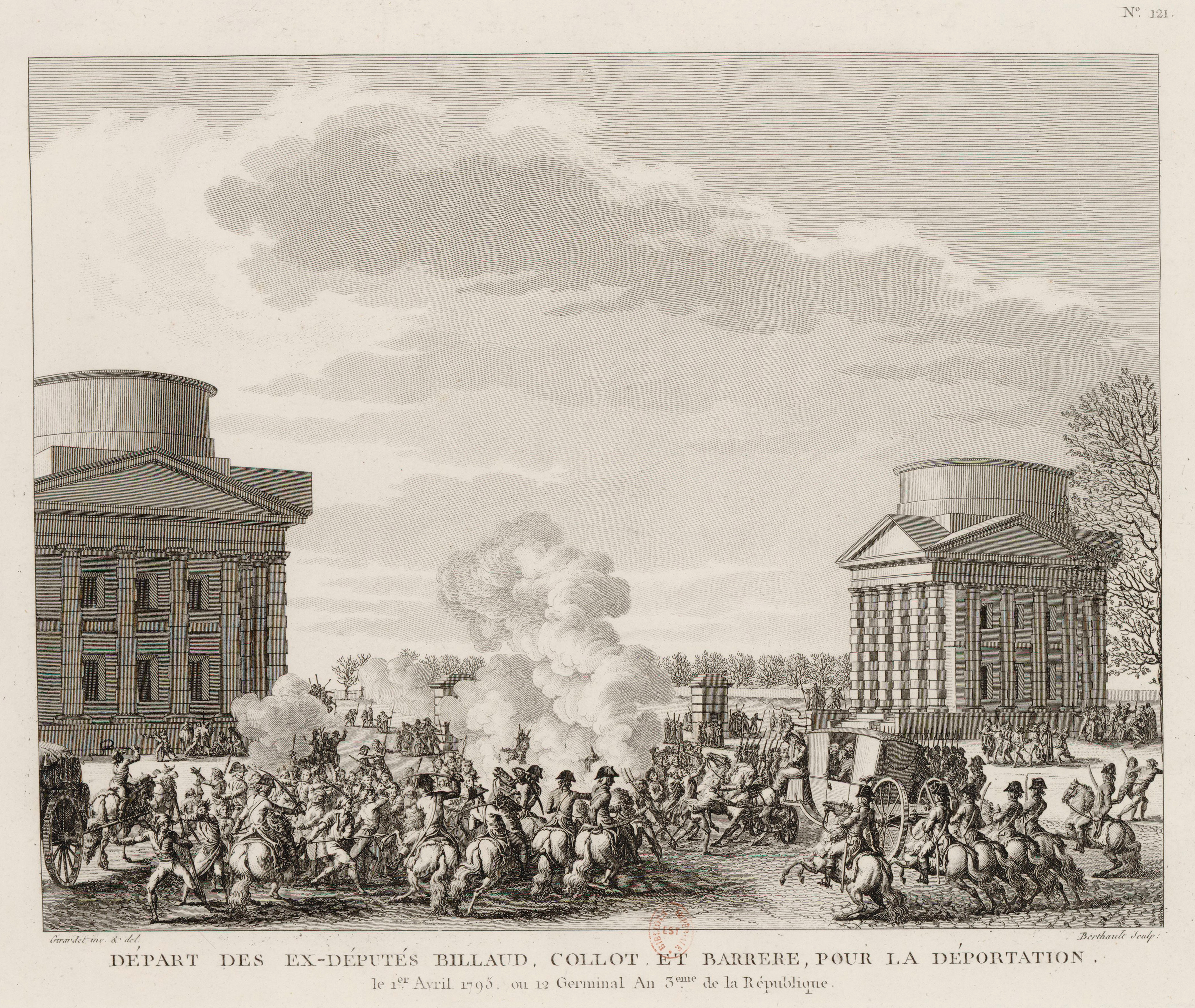
Vertrek van de gedeporteerden Billot, Collot en Barère (Tableaux historiques de la Révolution française, 1802)

De opstand van 12 germinal jaar III was een populaire revolte van de sansculotten in Parijs tegen de Thermidoriaanse Conventie. Ze vond plaats tijdens de Franse Revolutie op 1 april 1795. De demonstranten eisten brood en de toepassing van de grondwet van 1793. In opdracht van de Conventie dreef generaal Pichegru de manifestatie met geweld uiteen.

## Economische crisis
De val van Robespierre en het einde van de legale Terreur brachten in de herfst van 1794 ook het economisch liberalisme terug. De invoer van graan werd vrijgegeven, zodat de Republiek bij het naderen van de winter weer kon worden bevoorraad. Voorts werden op 24 december 1794 de prijscontroles afgeschaft.
De terugkeer naar de vrijhandel maakte weliswaar een heropleving van de invoer mogelijk, maar leidde ook tot de ineenstorting van de waarde van de assignaten, die als briefgeld fungeerden. In augustus 1794 hielden ze 31% van hun nominale waarde over en in april 1795 nog 8%. Daardoor werd het voedsel fors duurder en vertraagde de verkoop van landbouwproducten, aangezien de boeren van deze inflatie wilden profiteren. Speculatie maakte het allemaal erger, met de volksklasse als eerste slachtoffer.

## Voedselschaarste
Er heerste ook een schaarste aan levensmiddelen. Door ongunstige weersomstandigheden was de oogst van 1794 matig of zelfs slecht in noordelijke streken zoals Île-de-France. Bovendien leidde de levée en masse tot een gebrek aan mankracht om de oogst van het veld te halen. Om de door de revolutionaire regering bevolen opvorderingen te ontlopen, waren er ook verkopers die hun graan verborgen. Vanaf november tekende het risico op voedseltekorten in Frankrijk zich af. Niet alleen was er een tekort aan granen, maar de landbouwers wachtten ook tot het voorjaar om te verkopen aan prijzen die ongetwijfeld nog verder zouden zijn gestegen.
De winter van 1794-1795 was van een strengheid die sinds 1709 niet meer was gezien. In het zuiden bevroren de olijfbomen, wolven vertoonden zich aan de poorten van Parijs. Overal waren de wegen besneeuwd en onbegaanbaar, terwijl ijs het goederenverkeer op de rivieren stremde.
Het Comité de salut public had tarwe doen komen uit het Balticum, Thracië en de Maghreb, maar het was een dure noodoplossing die bovendien door het ijs werd verstoord. De overheid kon dus alleen opvorderingen en taxaties inzetten. Aan het einde van de winter was de situatie kritiek. De markten van Parijs en de provincies werden nog bevoorraad, maar de prijzen waren exorbitant. Door rantsoenering voorkwamen de gemeenten hongersnood, al werden de rantsoenen steeds kleiner naarmate de lente naderde. 
De levensomstandigheden van de bevolking waren erg moeilijk. Brandstof was duur en schaars, terwijl het voedsel van slechte kwaliteit was. Bendes bedelaars en boeven zwermden uit over de wegen van Picardië en Beauce. Ook Normandië was zwaar getroffen. De crisis versterkte de sociale tegenstellingen tussen de hongerende bevolkingslagen en de welgestelde klassen van de steden en het platteland.

## Sociaal protest
Hoewel Parijs veel minder door de schaarste werd getroffen dan de rest van het land, omdat de regering speciaal waakte over de bevoorrading van de explosieve hoofdstad, was het protest er het hevigst. De volksbuurten gromden van ontevredenheid. In zes jaar revolutie hadden ze een groot politiek bewustzijn ontwikkeld, dat zich nu keerde tegen het beleid van de Conventie. In het bijzonder de "koopmansaristocratie" werd aan de kaak gesteld.
Neo-hébertisten zoals Babeuf probeerden gebruik te maken van de situatie, maar de regering was alert. Clubs werden gesloten en de laatste door sansculotten gedomineerde secties werden onder thermidoriaans bestuur geplaatst. De volksbeweging, die door de Thermidoriaanse Reactie was onderdrukt, stak weer de kop op, maar zonder een echte richting te hebben. Op 12 maart was er een zekere opschudding door een affiche met de tekst Volk, word wakker, het is tijd.

## Verrechtsing van de Conventie
Sinds de re-integratie van de 73 verwijderde girondijnen op 8 december 1794, stond de Conventie steeds meer onder invloed van reactionair of zelfs royalistisch rechts. De Thermidoriaanse beweging, die sinds de dood van Robespierre aan de macht was, raakte verdeeld. Sommigen, zoals Thuriot en Bentabole, stonden niet afkerig tegen de volksbeweging of hielden in ieder geval vast aan het idee van een gematigde republiek. Meer conservatieve elementen daarentegen, zoals Tallien, Freron, Dumont en Legendre, waren nog steeds uit op wraak tegen leden van de vroegere regeringscomité's. Aan de linkerzijde zagen de laatste montagnards, ironisch crêtois genoemd, in de crisis een gelegenheid om het volk van de hoofdstad weer achter zich te krijgen en zo de macht te heroveren.
In maart 1795 ging het debat over het lot van Collot d'Herbois, Billaud-Varenne, Barère en Vadier. Op 29 maart verwierp de Conventie het voorstel om hen te laten berechten door het toekomstige wetgevend lichaam. Tegelijkertijd werd verder gewerkt aan een nieuwe grondwet, al werd beweerd dat niet zou worden geraakt aan de principes van de grondwet van 1793.

## Aan de vooravond van de rellen
De maand maart zag het begin van onrust onder het volk. In Parijs waren er voortdurend gevechten tussen royalistische muscadins en jacobijnen. Vooral de voorsteden Saint-Marceau, Saint-Jacques en Saint-Antoine stuurden dreigende boodschappen naar de Conventie en eisten een snelle verbetering van de levensomstandigheden.
De ordehandhaving werd de belangrijkste zorg van de Conventie. Op 21 maart liet Sieyès een decreet op de "grote politie" stemmen, dat de doodstraf toebedeelde aan iedereen die zich tegen de Conventie verklaarde en opriep tot opstand. Tegelijkertijd werden de meer gezagsgetrouwe elementen van de Nationale Garde bewapend met geweren.

## Samenscholing
Op 27 maart vond een illegale bijeenkomst plaats in de sectie Gravilliers. Op 30 maart riepen de secties van de hoofdstad hun algemene vergaderingen bijeen. De volkse secties in het oosten en in de buitenwijken eisten brood, de toepassing van de grondwet van 1793, de heropening van clubs en de vrijlating van gevangengenomen patriotten. De volgende dag bracht een delegatie van Quinze-Vingts deze eisen naar de Conventie.
In de ochtend van 1 april verzamelden demonstranten zich op het Ile de la Cité. Ze werden geleid door een zekere Van Heck, voormalig commandant van de sectie en een sympathisant van Thuriot. Onder hen waren een groot aantal mannen en vrouwen, onder wie veel bouwvakkers die niet in Parijs woonden en uitgesloten waren van rantsoenering. Deze sansculotten kwamen voornamelijk uit de buitenwijken Saint-Antoine, Saint-Marceau, Saint-Jacques en uit de secties Thermes, Halle-au-Blé, Cité en Poissonnière. Uit voorzorg liet het Comité de sûreté générale de toegang tot de Conventie bewaken door muscadins.

## Inval in de Conventie
Rond 14 uur verdrong de menigte demonstranten de muscadins en stroomde ze de zittingzaal van de Salle des Machines binnen. Boissy d'Anglas, die instond voor het levensonderhoud en bedacht was met de bijnaam "Boissy-Hongersnood", was net aan het rapporteren over het vermeende succes van het bevoorradingssysteem. De montagnards, die de beweging normaal gunstig gezind waren, aarzelden over hun reactie en stelden zelfs voor de zaal te evacueren, ongetwijfeld uit angst voor represailles. Het tumult was immens. Montagnards en thermidorianen hekelden elkaar. Legendre slaagde er niet in zich verstaanbaar te maken op het spreekgestoelte. 
Dan beklom Van Heck het en zette de grieven van de demonstranten uiteen. Nadat hij de beweging in de lijn van de journées van 14 juli, 10 augustus en 31 mei had gesteld, eiste hij brood, de grondwet van 1793, de bevrijding van de slachtoffers van de Thermidoriaanse Reactie, en de bestraffing van Fréron en zijn Jeunesse Dorée. Vervolgens presenteerden de andere secties hun grieven. Voorzitter André Dumont, een thermidoriaan die dicht bij de royalisten stond, probeerde met lege woorden de demonstranten te kalmeren, zonder succes. Ondertussen verlieten de meeste rechtse en centrumafgevaardigden de zaal.

## Onderdrukking van de opstand
Terwijl de demonstranten oreerden op de tribune, riep het Comité de sûreté générale de bataljons van de loyale secties op. Tegen het einde van de middag verzamelden ze aan de Salle des Machines. Het comité liet ook de tocsin luiden. Rond 18 uur stelde Legendre zich aan het hoofd van ongeveer driehonderd muscadins. Met bijstand van soldaten onder bevel van Pichegru, viel hij het gebouw binnen en verdreef de demonstranten, onder het zingen van het thermidoriaanse lied Réveil du peuple.
Gedurende deze tijd namen de comités, die zich rond Cambacérès hadden verzameld, drastische beslissingen. Ze gelastten de arrestatie van de conventionelen die medeplichtig waren aan de rellen en de onmiddellijke deportatie van de conventionelen in voorhechtenis.
De desorganisatie van de demonstranten en het gebrek aan militaire steun door de sansculottensecties, waren de reden dat de opstand faalde.

## Repressie
Zodra de rust was hersteld, hervatte de Conventie haar vergadering. De tribunes waren gevuld met aanhangers. Parijs werd met onmiddellijke ingang in staat van beleg verklaard en Pichegru werd aangesteld als opperbevelhebber, bijgestaan door Barras en Merlin de Thionville. Ten aanzien van Vadier, Barère, Collot en Billaud werd de onmiddellijke deportatie bevolen. De sprekers Tallien, Dumont, Thibaudeau, Bourdon de l'Oise en Barras beschuldigden de montagnards van steun aan de opstand. Onder het voorwendsel van vermeende aanvallen op de rechtse afgevaardigden Auguis en Pénières, werden zeven Montagnards aangeklaagd en opgesloten in het fort van Ham: Duhem, Chasles, Léonard Bourdon, Amar, Choudieu, Huguet en Foussedoire. Een paar dagen ondergingen partijgenoten als Lecointre, Moyse Bayle en Thuriot hetzelfde lot.
De volgende dag, op 2 april, probeerde de menigte vergeefs Collot, Billaud en Barère te bevrijden. 's Nachts brak er een demonstratie uit in de sectie Quinze-Vingts, maar Pichegru had geen moeite om deze uiteen te drijven. De Conventie besliste om de "terroristen" te ontwapenen: 1600 Parijzenaars werden hierdoor getroffen. Ze verloren hierdoor burgerrechten en toegang tot publieke posities.
Ten slotte werd op 3 april de grondwetscommissie opgericht, die de opdracht kreeg een nieuwe tekst uit te werken ter aanvulling van de niet-toegepaste grondwet van 1793.

## Verdere onlusten
Begin april braken in de omgeving van Parijs hongerrellen uit, deels uit navolging maar ook omdat de hoofdstad het graan monopoliseerde. In Rouen en Amiens eisten opstandelingen tussen 2 en 5 april "brood en een koning". Op 6 april stonden de secties van Saint-Germain op om brood en de grondwet van 1793 te vragen. De thermidoriaanse macht werd ervan beschuldigd de voedselschaarste te hebben aangewakkerd.
Op alle vlakken hadden de opstandelingen van 12 germinal het tegendeel bereikt van wat ze wilden. Een maand later veranderde de voedselschaarste in hongersnood en kwam het tot de opstand van 1 prairial, de laatste populaire revolte voor lange tijd.